# فهمي هاشم
الشيخ فهمي هاشم الجعفري الهاشمي (1891-1973) هو فقيه وسياسي أردني من أصول فلسطينية ولد في نابلس، خريج الأزهر الشريف ووزير المعارف وقاضي القضاة في حكومة رئيس وزراء الأردن سمير الرفاعي والمشكـَّـلة في 15/10/1944م. شغل المنصبين معا مجددًا في حكومة ابن شقيقته الرئيس إبراهيم هاشم المشكـَّـلة في 19/5/1945م ، وأصبح وزيراً للعدلية وقاضياً للقضاة في تعديل جرى على الحكومة في 8/9/1946م. وفي عام 1947م انتقل إلى السعودية ممثلاً للأردن ليكون أول وزير مفوض للأردن ومندوباً فوق العادة في أول سفارة أردنية في السعودية.
وقد تلقى الشيخ فهمي هاشم علومه الشرعية في إسطنبول ( في العهد العثماني) ، وكان للشيخ فهمي هاشم دورٌ بارزٌ في تأسيس مدرسة النجاح في نابلس التي تطورت فيما بعد إلى كليةٍ ثم إلى جامعة. وفي العهد العثماني خدم الشيخ فهمي هاشم في الجيش العثماني برتبة ضابطٍ ملازمٍ ثمَّ أعفي من الخدمة العسكرية احتراماً لانتسابه لأشراف آل هاشم واحتراماً لعلمه ، وفي شرقي الأردن توَّلى الشيخ فهمي في عهد الإمارة عدة مناصب في القضاء الشرعي ، وكان أول من تولى إدارة الأحوال الشرعية ورئاسة دائرة الزكاة التي تحوَّلت فيما بعد إلى وزارة. وفي عام 1944م دخل الشيخ فهمي هاشم الوزارة وزيراً للمعارف وقاضياً للقضاة في حكومة الرئيس سمير الرفاعي ، وفي عام 1947م عُـيِّـن الشيخ فهمي هاشم وزيراً مفوضاً للأردن في السعودية في أول سفارةٍ أردنية في السعودية ، وشغل الشيخ فهمي هاشم عضوية مجمع اللغة العربية بالقاهرة في الخمسينيات وحتى عام 1972م، وتوفي إلى رحمة الله عزَّ وجلَّ في 8/8/1973م .